# مانفريد كروغر
مانفريد كروغر (بالألمانية: Manfred Krüger)‏ هو لاعب كرة قدم ألماني، ولد في 11 أغسطس 1952 في كرومهورن في ألمانيا. لعب مع تنس بوروسيا برلين.

## وصلات خارجية
- مانفريد كروغر على موقع بيانات كرة القدم. دي إي (الألمانية)